# Cantonul Beaufort (Savoie)
Cantonul Beaufort (Savoie) este un canton din arondismentul Albertville, departamentul Savoie, regiunea Rhône-Alpes, Franța.

## Comune
- Beaufort (reședință)
- Hauteluce
- Queige
- Villard-sur-Doron